# Guido Gezellelaan
De Guido Gezellelaan is een boulevard in het West-Bruggekwartier van Brugge.

## Beschrijving
Toen de priester-dichter Guido Gezelle op 27 november 1899 in Brugge stierf, bereikte zijn populariteit in zijn geboortestad een hoogtepunt. Men kon zonder overdrijven van verering spreken. Aan een straat de naam van een bekende persoon geven gebeurde hoogst uitzonderlijk, eigenlijk zelfs helemaal niet, of het moest (in de middeleeuwen) de naam van een eigenaar of huisbewoner zijn die door de volksmond was overgenomen om er een straat mee aan te duiden.
Tegen het einde van de 19de eeuw was men de 'vesten' aan het heraanleggen, om er promenades rondom de stad van te maken. Meteen werd de weg die er naast liep verbreed en verhard. Het werd een plek voor de bouw van statige herenwoningen. Er werd een nieuwe naam gegeven, die uitdrukking gaf aan de moderniteit door het woord 'straat' te vervangen door het modieuzere 'laan' en 'boulevard'. Voor de weg die langs de Smedenvest liep, van de Smedenpoort tot aan de Bloedput, besliste de gemeenteraad in zitting van 4 december 1899, minder dan een week na zijn dood en drie dagen na zijn uitvaart (1 december), er de naam van Guido Gezelle aan te geven. Als straatnaam verdween de Smedenvest, hoewel ze als aanduiding van de ernaast liggende promenade is blijven bestaan.
In de reeks van nieuw aangelegde lanen, bevindt de Guido Gezellelaan zich tussen de Hendrik Consciencelaan en de Gulden-Vlieslaan.

## Literatuur

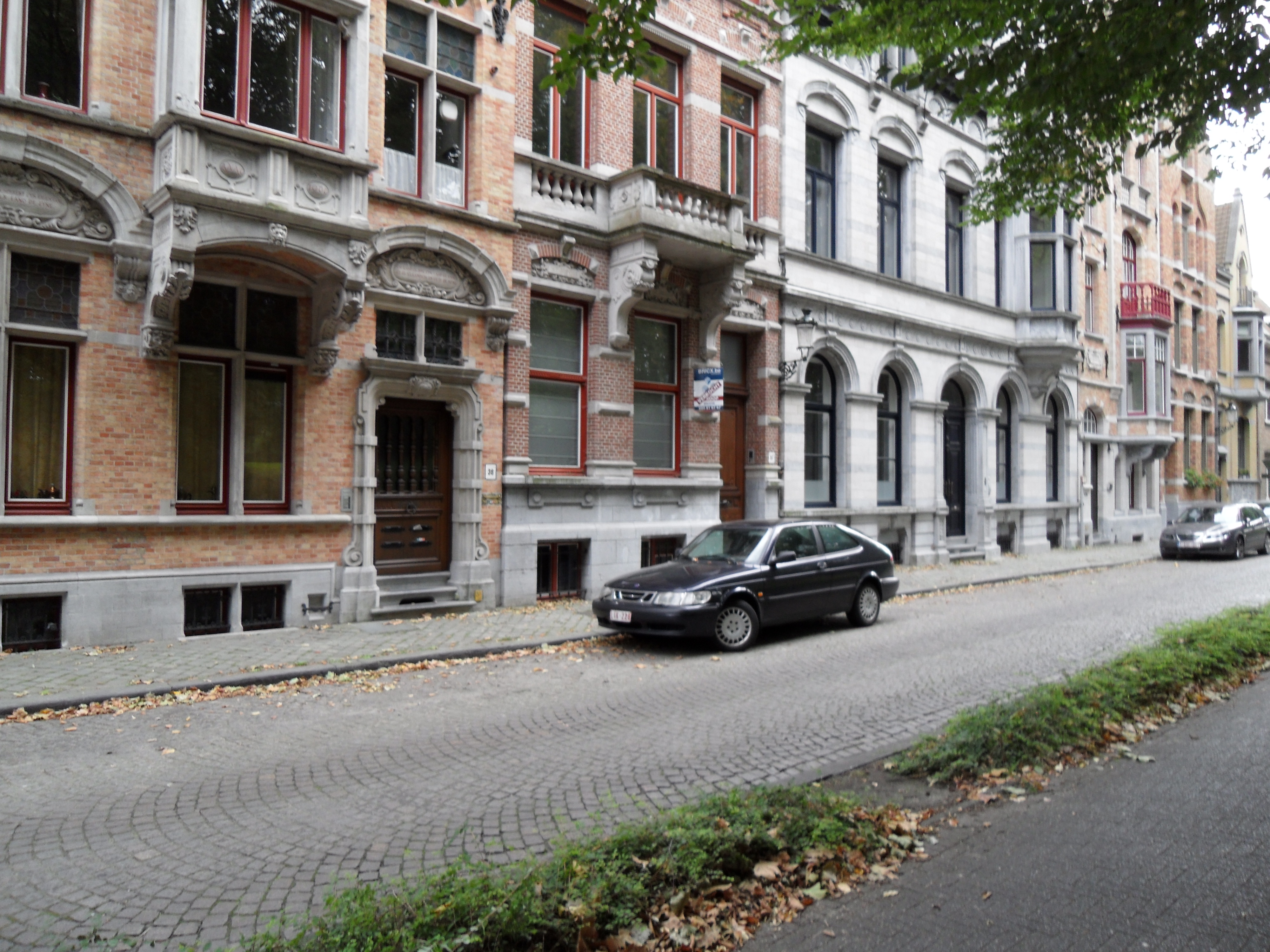
Enkele herenhuizen in eclectische stijl uit het begin van de 20ste eeuw